# علی مبارکی
علی مبارکی (زادهٔ ۲ مرداد ۱۳۷۳ در نیشابور) بازیکن فوتبال اهل ایران است که در پست هافبک دفاعی برای چوارقورنه عراق بازی می‌کند.
وی سابقه عضویت در تیم‌های ملوان بندر انزلی، سپاهان اصفهان و تراکتور تبریز را در کارنامه دارد.

## ورود به لیگ برتر
بعد از سه سال موفق در باشگاه بابک مشهد، سال ۱۳۹۲ به تیم ملوان بندر انزلی پیوست و دو فصل درخشان همراه با سعید عزت‌اللهی، مازیار زارع و پژمان نوری داشت.

## از سپاهان تا تراکتور
مبارکی در سال ۱۳۹۵ به تیم سپاهان اصفهان با سرمربیگری زلاتکو کرانچار پیوست سپس سال ۱۳۹۷ راهی تیم امید تراکتورسازی شد و به مدت دو فصل در این تیم حضور داشت.

## آلیانس آذربایجان
علی مبارکی از سال ۲۰۲۰ تا سال ۲۰۲۲ در تیم آلیانس آذربایجان جمهوری آذربایجان بازی کرده است.

## چورقونه
علی مبارکی در سال ۱۴۰۳ با قرداد ۲ ساله به تیم چوارقورنه در سوپر لیگ عراق پیوست.

## افتخارات
- قهرمانی جوانان لیگ مناطق کشور ۲۰۱۴ ملوان
- نایب قهرمانی مسابقات لیگ برتر ۲۰۱۶ سپاهان[۱۷]
- دارنده زیباترین گل در لیگ آذربایجان ۲۰۲۱